# Риикола, Юусо
Юусо Риикола (фин. Juuso Riikola; род. 9 ноября 1993, Йоэнсуу, Северная Карелия) — финский профессиональный хоккеист, защитник клуба национальной хоккейной лиги «Питтсбург Пингвинз» (2018—2022 гг.), клуба швейцарской лиги «Лангнау Тайгерс» (с 2023 года). Игрок сборной Финляндии по хоккею с шайбой.

## Клубная карьера
В сезоне 2012/13 годов Риикола дебютировал в финской хоккейной лиги в составе «КалПы» в 19-летнем возрасте. В том сезоне он сыграл в 20 матчах и отдал 6 результативных передач.
В своем шестом сезоне 2017/18 годов в составе «КалПы» Риикола выступал в качестве запасного капитана и забил рекордные в карьере 8 шайб, набрав 24 очка в 59 играх.
17 мая 2018 года, будучи свободным агентом, Риикола подписал однолетний контракт с клубом НХЛ «Питтсбург Пингвинз» на сумму 925 000 долларов. Он дебютировал в НХЛ 11 октября 2018 года в матче против «Вегас Голден Найтс», а 28 ноября в матче против «Колорадо Эвеланш» Риикола записал на свой счет первое очко в карьере, отдав результативную передачу. Свою первую шайбу в НХЛ Юусо забил 29 декабря 2018 года в матче против «Сент-Луис Блюз».
30 мая 2019 года «Пингвинз» продлили контракт с Рииколой на один год на сумму 850 000 долларов. 16 октября 2019 года в матче против «Колорадо Эвеланш» Риикола сыграл на позиции левого вингера из-за травм нескольких нападающих «Пингвинз».
5 сентября 2020 года «Пингвинз» подписали контракт с Рииколой на два года с продлением на 2,3 миллиона долларов.
После четырех сезонов в составе «Пингвинз» в качестве свободного агента Риикола решил вернуться в Европу, подписав 25 мая 2022 года однолетний контракт со шведским клубом «Оскарсхамн».
Сезон 2023/24 годов финский защитник провёл в швейцарском клубе «Лангнау Тайгерс», в 43 играх забил 4 шайбы и отдал 13 результативных передач.

## Карьера в сборной
В декабре 2012 года был вызван в молодёжную сборную Финляндии для участия в чемпионате мира, на котором финны стали седьмыми.
В 2018 году принимал участие в чемпионате мира, который состоялся в Дании. Национальная сборная Финляндии на том турнире была пятой, а Юусо в восьми играх отметился двумя результативными передачами.
В 2024 году, после некоторого перерыва, вновь приглашён в состав первой национальной сборной Финляндии для участия в чемпионате мира, который состоялся в Чехии.